# مايك غريفيث
مايك غريفيث (25 نوفمبر 1943 - ) (بالإنجليزية: Mike Griffith)‏ هو لاعب كريكت بريطاني. شارك مع منتخب إنجلترا للكريكت.

## وصلات خارجية
- مايك غريفيث على موقع إي آس بي آن كريك إنفو (الإنجليزية)